# Náchod (distrikt)
Náchod er et distrikt i Tjekkiet. Distriktet ligger i regionen Hradec Králové, og det grænser op til Polen (Schlesien).
Der er 78 kommuner i distriktet. Byen Náchod er hovedby. I 2017 var der 110.518 indbyggere i distriktet.
50°25′00″N 16°09′47″Ø / 50.4167°N 16.1631°Ø